# Towa
Le towa, jemez ou hemish, est une langue kiowa-tanoane parlée au Nouveau-Mexique à Jemez Pueblo (en).

## Nom
Le nom towa a été utilisé par Harrington, tɨ́·wa à Jemez Pueblo, signifiant « maison » selon lui.
Jemez est la transcription espagnole du mot towa hį́·mį́š, « peuple, gens ».

## Prononciation
|           | Antérieure | Antérieure | Centrale | Centrale | Postérieure | Postérieure |
| courte    | longue     | courte     | longue   | courte   | longue      |             |
| --------- | ---------- | ---------- | -------- | -------- | ----------- | ----------- |
| Fermée    | i ĩ        | iː ĩː      | ɨ ɨ̃      | ɨː ɨ̃ː    |             |             |
| Moyenne   | e          | eː         |          |          | o õ         | oː õː       |
| Ouververt | æ æ̃        | æː æ̃ː      |          |          | ɑ ɑ̃         | ɑː ɑ̃ː       |

|              |             | Labiale | Labio- dentale | Alvéolaire | Alvéolo- palatale | Palatale | Vélaire | Vélaire | Vélaire | Glottale |
|              | pal.        | Labiale | Labio- dentale | Alvéolaire | Alvéolo- palatale | Palatale | lab.    |         |         | Glottale |
| ------------ | ----------- | ------- | -------------- | ---------- | ----------------- | -------- | ------- | ------- | ------- | -------- |
| Nasale       | voisée      | /m/     |                | /n/        |                   |          |         |         |         |          |
| Nasale       | glottalisée | (/ʔm/)  |                | (/ʔn/)     |                   |          |         |         |         |          |
| Occlusive    | voisée      | /b/     |                | /d/        | (/d͡ʒ/)            |          | /ɡ/     | /ɡʲ/    |         |          |
| Occlusive    | sourde      | /p/     |                | /t/        |                   | /tʲ/     |         |         | /kʷ/    | /ʔ/      |
| Occlusive    | aspirée     |         |                | (/tʰ/)     | (/t͡ʃʰ/)           |          | /kʰ/    | /kʰʲ/   |         |          |
| Occlusive    | éjective    | /pʼ/    |                | /tʼ/       | (/t͡ʃʼ/)           |          | /kʼ/    | /kʲʼ/   |         |          |
| Fricative    | voisée      |         | /v/            | /z/        |                   |          |         |         |         | /ɦ/      |
| Fricative    | sourde      | /ɸ/     | /f/            | /s/        | /ʃ/               |          |         |         |         | /h/      |
| Latérale     | voisée      |         |                | /l/        |                   |          |         |         |         |          |
| Latérale     | sourde      |         |                | (/ɬ/)      |                   |          |         |         |         |          |
| Latérale     | glottalisée |         |                | (/ʔl/)     |                   |          |         |         |         |          |
| Battue       | Battue      |         |                | /ɾ/        |                   |          |         |         |         |          |
| Semi-voyelle | spirante    |         |                |            |                   | /j/      |         |         | /w/     |          |
| Semi-voyelle | glottalisée |         |                |            |                   | (/ʔj/)   |         |         | (/ʔw/)  |          |